# La Marmotta
Le site néolithique de la Marmotta, en Italie centrale, se trouve sous les eaux du lac de Bracciano dans la région du Latium. C'est le plus ancien village néolithique de bord de lac connu. Ses fouilles ont livré une abondance de matériaux de toutes sortes, en particulier des canoés de facture très sophistiquée pour l'époque. Les techniques mises en œuvre pour ces embarcations indiquent que les principales avancées en matière de nautisme ont été réalisées au début du Néolithique, et remettent en cause la chronologie jusqu'ici acceptée pour l'avancement technologique du Néolithique.

## Situation, description
Le lac de Bracciano, à 30 km au nord-ouest de Rome, est relié à la mer Tyrrhénienne par le fleuve Arrone (it) pour une longueur de 38 km.
Au site de la Marmotta à quelques centaines de mètres du village Anguillara Sabazia, les sédiments anoxiques du fond du lac ont préservé des vestiges du plus ancien village néolithique de bord de lac connu, à une profondeur de 11 m (8 m d'eau et 3 m de sédiments). L'existence de ce site de plus de 7 000 ans, à environ 300 m du bord du lac, est connue depuis 1989 ; des fouilles y ont eu lieu de 1992 à 2006 sous l'égide de Maria Antonietta Fugazzola Delpino, du Musée national de préhistoire et d'ethnographie Luigi-Pigorini ; et à plus petite échelle en 2009.
Trois niveaux ont été déterminés. Le plus ancien, dit niveau II, est celui de la fondation du site ; s'y trouvent de la poterie décorée par impression et, plus rarement, par incision (rappelant le style de Basi-Pienza). Le niveau I est le stade d'occupation le plus récent et est associé à de la poterie peinte et incisée de style Sasso-Fiorano. Le niveau le plus récent est dit “Chiocciolaio” et correspond au stade d'abandon du site.
Fugazzola estime la surface totale du site à environ 2 ha, dont seulement environ 25 % ont été fouillés.

## Structures et ameublement
3 400 poteaux de support d'habitations ont été mis au jour, ainsi que des vestiges de murs en torchis, de toits faits en tiges de plantes d'espèces variées, et de planchers en bois (planches ou écorces). Les 14 structures déterminées - certaines fouillées intégralement, d'autres partiellement) sont à plan rectangulaire de 8 à 10 m de longueur pour 6 m de largeur, avec des murs intérieurs et un foyer central.
L'ameublement lithique comprend 12 000 objets variés, essentiellement à base de silex (provenant au moins en partie des gisements de Defensola dans la région de Foggia) mais parfois de l'obsidienne (des îles de Palmarola et Lipari) et occasionnellement de pierres dures provenant des Alpes.
L'ameublement inclut aussi des pièces en bois, en vannage et en textiles : arcs, herminettes, faucilles, cuillères, fuseaux, paniers, récipients en bois… Ainsi que des objets de décoration : coquillages, pierres, bois, graines, céramiques, dents d'animaux variés.

## Vestiges d'animaux et de plantes
Les animaux domestiques couvrent environ 75 % des individus documentés, avec principalement des chèvres et des moutons mais incluant aussi bovins et porcs. Les autres animaux comprennent deux espèces de canidés et un large éventail d'espèces sauvages, dont des mammifères (Cervus elaphus, Capreolus capreolus, Bos primigenius, Vulpes vulpes, etc.), oiseaux, reptiles et poissons.
65% des vestiges botaniques incluent différent types de céréales domestiques (Triticum dicoccum, Triticum monococcum, Hordeum distichum (en), Hordeum vulgare et Triticum aestivum compactum et durum). S'y trouvent aussi des légumes (Pisum sativum, Lens culinaris, Lathyrus cicera, Lathyrus sativus, Vicia sativa) ; plusieurs espèces de fruits (Prunus spinosa, Ficus carica, Sambucus, Fragaria vesca, Rubus fruticosus, Corylus avellana, Quercus, etc.) ; des plantes pour la fabrication de textiles, d'huiles et de teintures ou à propriétés phytothérapeutiques (Linum usatissimum, Papaver somniferum, Carthamus lanatus et Silybum marianum) ; et des fungi comme allume-feu (Fomes fomentarius) ou pour leurs propriétés médicinales (Daedaleopsis tricolor).

## Canoés
Associés à des habitations, cinq canoés ont également été trouvés. En 2024, ce sont les seules embarcations néolithiques connues dans le bassin Méditerranéen. Ils changent la perception sur cette époque du Néolithique car ils font preuve d'un avancement de la technologie jusqu'alors inconnu. Plusieurs éléments en témoignent : les coques sont visiblement conçues pour une durabilité nettement plus importante que précédemment ; plusieurs objets en bois dans l'un des canoés indiquent une attention particulière sur la vitesse de navigation et sur une certaine ergonomie de manipulation des engins — on y trouve notamment trois objets avec des profils en forme de T, avec perforations, qui ont dû être utilisés pour attacher des cordages attachés à une éventuelle voile, voire à un autre bateau pour créer une double coque de type catamaran — ; au moins quatre essences de bois ont été utilisées (chêne, aulne, peuplier, hêtre), choisies en accord avec l'utilisation des objets fabriqués. Ils sont équipés de renforcements longitudinaux de section trapézoïdale, qui contribuent à la bonne tenue en mer et accroissent la solidité de l'embarcation. L'un d'eux, creusé dans un tronc de chêne, est long de 10,43 m pour une largeur de 1,15 m à la poupe et 0,85 m à la proue et une hauteur de 65 à 44 cm.
Les similitudes entre ces canoés et des technologiques nautiques plus récentes indiquent que les principales avancées en matière de nautisme ont été réalisées au début du Néolithique. Dès lors, l'équipe de recherche se tourne vers un travail sur le lien entre ces développements technologiques et l'expansion des sociétés néolithiques, qui occupaient il y a quelques millénaires l'intégralité de la Méditerranée, de Chypre à la côte atlantique de la péninsule ibérique.

## Datations
Selon les datations au carbone 14 de charbons et de graines de céréales, et les analyses dendrologiques sur les poteaux de support de structures, le site a été utilisé entre approximativement 5700 et 5150 av. notre ère, soit une occupation durant environ 550 ans. Selon les données dendrologiques, le site a été occupé sans interruption pendant au moins 250 ans. En 2023 d'autres analyses sont en cours sur les grains de céréales sur plusieurs niveaux d'occupation, et sur les cinq canoés connus.